# 北海道道78号支笏湖線
北海道道78号支笏湖線（ほっかいどうどう78ごう しこつこせん）は、北海道千歳市と恵庭市を結ぶ主要地方道（北海道道）である。通年通行止区間および冬期通行止区間がある。

## 概要
支笏湖西側を通り国道276号と国道453号を結ぶ。途中北海道三大秘湖の一つオコタンペ湖畔や、支笏湖オコタン湖畔を通る。冬期は全線通行止となる。
千歳市美笛（美笛キャンプ場ゲート） - 千歳市奥潭（支笏湖オコタン湖畔・奥潭ゲート）間 5.4 km は、1997年（平成9年）11月に発生した土砂崩れで通行止となって以来、落石の恐れがあるため通年通行止となっている。
また、千歳市奥潭（奥潭ゲート） - 恵庭市盤尻（国道453号交点）間についても、2014年9月の豪雨災害以降通行止が続いており、このうち、千歳市奥潭（オコタンペ湖展望台） - 恵庭市盤尻（国道453号交点）は2017年5月に開通したが、2020年6月には再び法面崩落のため通行止となり、3年後の2023年7月に再開通している。

### 路線データ
- 起点：北海道千歳市美笛（国道276号交点）
- 終点：北海道恵庭市盤尻（国道453号交点）
- 総延長：16.240 km[7]
- 実延長：16.212 km[7]
- 重用延長：0.028 km[7]
- 未舗装延長：5.384 km[7]

## 歴史
- 1963年（昭和38年）8月16日 - 千歳市道支笏湖周辺道路（現在の国道453号交点から奥潭ゲート付近までの区間）が開発道路として指定される[8]。
- 1970年（昭和45年）2月6日 - 千歳市道支笏湖周辺道路（現在の国道453号交点から奥潭ゲート付近までの区間）が完成、供用開始[9]。
- 1970年（昭和45年）3月31日 - 673号として路線認定[10]。
- 1971年（昭和46年） - 奥潭から国道453号交点（終点）までの約9.0 kmについて、舗装工事完了。
- 1972年（昭和47年）2月 - 札幌オリンピックが開幕し、滑降競技が恵庭岳で行われた。事前の施設建設・開催時の人員輸送・事後の施設撤去に至るまで、重要なルートとなる。
- 1993年（平成5年）5月11日 - 建設省から、道道支笏湖線が支笏湖線として主要地方道に指定される[11]。
- 1994年（平成6年）10月1日 - 路線番号を78号に変更[12]。
- 1997年（平成9年）10月 - 国道276号交点（起点）から美笛キャンプ場分岐までの約1.6 kmについて、舗装工事完了。
- 1997年（平成9年）11月 - 美笛キャンプ場ゲートから奥潭ゲートまでの約5.4 kmが、土砂崩れのため通行止。以降引き続き通年通行止。
- 2014年（平成26年）9月10日 - 奥潭ゲートから国道453号交点（終点）までの約9.1 kmが、落石の恐れのため通行止となる。集中豪雨による影響のため、以降引き続き通年通行止となる。
- 2017年（平成29年）5月26日 - 2014年9月の集中豪雨により通行止だった区間のうち、オコタンペ湖展望台から国道453号交点（終点）までの約3.0 kmについて、2年8か月振りに通行止を解除[4]。
- 2020年（令和2年）6月12日 - オコタンペ湖展望台 - 国道453号交点間、法面崩落のため通行止[5]
- 2023年（令和5年）7月3日 10時00分 - オコタンペ湖展望台 - 国道453号交点間の通行止を解除[6]

## 路線状況

### 通年交通規制（通行止）
- 千歳市奥潭（美笛キャンプ場ゲート） - 千歳市奥潭（奥潭ゲート）
区間延長：5.4 km

### 冬期交通規制（通行止）
- 千歳市奥潭（美笛ゲート、国道276号交点） - 千歳市奥潭（美笛キャンプ場ゲート）
区間延長：1.7 km
- 千歳市奥潭（奥潭ゲート） - 恵庭市盤尻（国道453号交点）
区間延長：9.1 km

### 道路施設

#### 主な橋梁
- 第2オコタンペ橋（45 m、オコタンペ川、千歳市奥潭）
- 第1オコタンペ橋（25 m、オコタンペ川、千歳市奥潭）
- ふれない橋（20 m、フレナイ川、千歳市奥潭）
- 4号橋（20 m、沢、千歳市奥潭）
- 1号橋（15 m、沢、千歳市奥潭）
- 丹鳴橋（25 m、ニナル川、千歳市奥潭）
- 美笛橋（40 m、美笛川、千歳市奥潭）

## 地理

### 通過する自治体
- 石狩振興局
  - 千歳市
  - 恵庭市

### 交差する道路
千歳市
- 国道276号 - 美笛（起点）

恵庭市
- 国道453号 - 盤尻（終点）